# Matteo Borbone
Matteo Borbone, talvolta citato anche come Borboni, (Bologna, 1610 – Bologna, 13 novembre 1689), è stato un pittore italiano  noto per i suoi affreschi del genere quadratura del barocco ed attivo principalmente a Bologna.

## Biografia
Iniziò a dipingere presso la bottega di Gabriello Ferrantini e successivamente con il suo amico fraterno Giovanni Andrea Sirani, membro della bottega di Giovanni Battista Cavazza. L'amicizia con Sirani era tale che Borboni progettò il catafalco per le esequie della pittrice Elisabetta Sirani che si svolsero a San Domenico nel 1665. Egli si ispirò all'altare maggiore della Basilica di San Petronio, che era stato progettato dal Vignola.
Dei suoi dipinti rimangono una Assunzione della Vergine posta sull'organo della Basilica di Santa Maria dei Servi. Collaborò con Gioacchino Pizzoli per la decorazione del Palazzo Comunale di Mirandola e del Palazzo Ducale di Parma. Un inventario dei quadri in suo possesso, comprendente disegni, dipinti e incisioni, è documentato dal pittore suo contemporaneo Paolo Antonio Paderni e comprende incisioni di Agostino Carracci, (una Passione da Tintoretto); Bartolomeo Coriolano (La caduta dei Giganti da Guido Reni); Antonio Tempesta; un ritratto fatto dal Guercino; incisioni o dipinti di Ludovico Carracci; Carlo Volla; Antonio Dal Sole (il Munchini) e Benedetto Possenti.
Lo si dà come attivo ad Avignone, per volere di principi italiani.